# De Syngende Træer
De Syngende Træer er en frit tilgængelig oplevelsesinstallation, der er placeret i Kildeparken i Aalborg og som er tilknyttet Aalborg Kongres & Kultur Center, der også er den oprindelige initiativtager til projektet. 
De Syngende Træer består af 85 Fuglekirsebærtræer med tilhørende musikstandere.
Idéen til parken stammer fra direktøren for Aalborg Kongres & Kultur Center, Ernst Trillingsgaard. Idéen kom som et alternativ til idéen om en gæstebog, som kunstnere, der optrådte i Aalborg, kunne signere efter deres besøg. Inspireret af Kildeparkens træer opstod idéen med, at kunstnerne plantede et træ som et minde om deres besøg. 
85 verdensstjerner har pt. deres eget træ iblandt De Syngende Træer. Det første træ blev plantet af Cliff Richard i 1987, og siden er der hvert år blevet plantet nye træer af store verdensstjerner, som enten selv har plantet træet eller har et syngende træ i deres navn i Kildeparken.
I 2012 fik hele Kildeparken et løft, og De Syngende Træer fik tilført musikstandere, som afspiller en medley fra hver kunstner. Standerne aktiveres ved et tryk på en knap. 

## Stjerner, der har et træ, blandt De Syngende Træer
1987
- 28.11 Sir. Cliff Richard

1988
- 22.02 Peter Schaufuss
- 13.03 Nana Mouskouri
- 04.04 Charlie McCoy
- 22.08 Louis Jung
- 08.11 Oscar Peterson
- 14.11 Mireille Mathieu
- 02.12 Natalia Bessmertnova

1989
- 04.03 Roger Whittaker
- 20.04 Chris Barber
- 11.11 Sissel Kyrkjebö

1990
- 27.01 Mr. Acker Bilk
- 22.02 Ivan Rebroff
- 01.05 Lionel Hampton
- 25.05 Lill Lindfors

1991
- 12.03 Victor Borge

1992
- 15.01 Toots Thielemans
- 04.03 B.B. King
- 11.05 The Count Basie Orchestra, Dirigtent Frank Foster
- 16.10 José Carreras

1993
- 11.01 Montserrat Caballé
- 18.04 Elaine Paige
- 15.11 Barbara Hendricks

1994
- 02.03 Randy Crawford
- 22.11 Dame Edna

1995
- 22.10 Harry Belafonte
- 26.11 Felicia Weathers
- 09.12 Modern Jazz Quartet

1996
- 02.04 Status Quo
- 07.05 Willie Nelson
- 06.05 Dr. Hook
- 30.09 Gheorghe Zamfir

1998
- 17.11 Kiri Te Kawana

1999
- 30.04 Sarah Brightman
- 04.05 Kenny Rogers
- 30.10 Angela Gheorghiu & Roberto Alagna
- 06.11 Tommy Steele

2000
- 17.01 Dionne Warwick
- 28.04 Joe Cocker
- 28.05 James Last
- 02.10 Helmut Lotti

2001
- 09.02 Van Morrison
- 06.04 André Rieu
- 06.04 Sven Bertil Taube
- 27.11 Ray Charles

2002
- 08.04 Jørgen Fog, Wiener Philharmonikerne
- 24.10 Prince
- 09.11 José Cura

2003
- 11.01 Nello Santi London Philharmonic Orchestra
- 13.05 Anne-Sophie Mutter
- 25.05 Tom Jones

2004
- 14.03 Freddy Birset
- 06.06 Elton John

2005
- 03.04 Kylie Minogue
- 10.06 Rod Stewart
- 04.10 Backstreet Boys
- 22.10 Bob Dylan
- 22.11 Melanie C

2007
- 09.03 Shakira
- 05.05 Beyoncé
- 19.08 Katie Melua
- 27.10 Shakin’ Stevens
- 10.11 Take That
- 24.11 Andrea Bocelli

2008
- 18.05 Paul Potts
- 17.09 Stevie Wonder

2009
- 23.10 Teatro alla Scala

2010
- 14.04 Jethro Tull
- 14.06 Guns N’ Roses
- 16.06 KISS
- 07.10 Katherine Jenkins
- 22.10 John Cleese
- 26.11 Sylvia Vrethammar

2011
- 27.03 Hansi Hinterseer
- 20.06 Sting
- 03.10 James Blunt

2012
- 26.08 Leonard Cohen
- 10.11 Helene Fischer

2013
- 19.05 Eros Ramazzotti
- 22.11 Rachel Willis-Sørensen
- 22.11 Bryn Terfel

2014
- 28.03 Andrea Berg
- 30.05 Bryan Adams
- 18.06 ZZ Top

2015
- 28.02 Beatrice Egli

2018
- 15.05 Jeff Dunham

57°2′31″N 9°54′50″Ø / 57.04194°N 9.91389°Ø